# Turf Moor

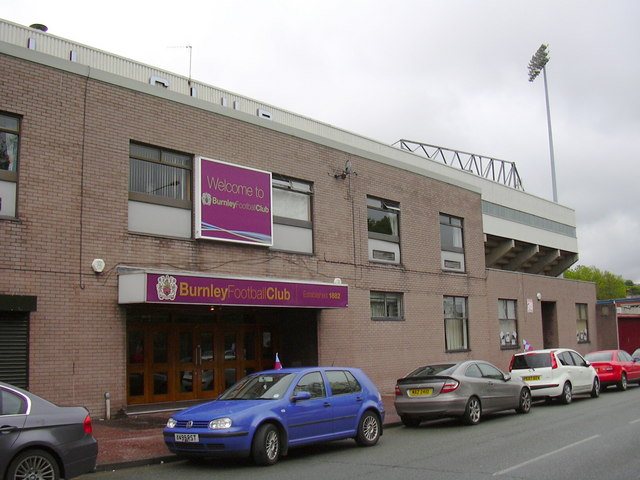
Der Burnley Football Club im Turf Moor

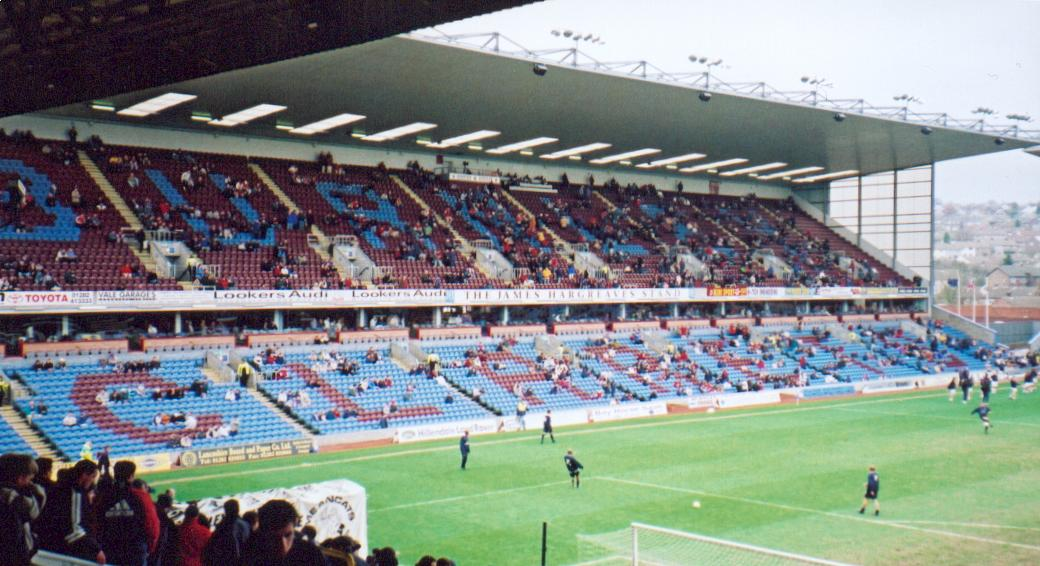
Die Haupttribüne James Hargreaves Stand

Das Turf Moor (Spitzname: The Turf) ist ein Fußballstadion in der englischen Stadt Burnley, Lancashire. Die östlich des Stadtzentrums gelegene Sportstätte wurde am 17. Februar 1883 mit dem Spiel FC Burnley gegen FC Rawtenstall Athletic (3:6) eröffnet und ist damit nach Deepdale, der Heimstätte der Preston North End, das zweitälteste durchgehend vom selben Fußballverein genutzte Stadion in England. Der Fußballverein FC Burnley (Spitzname: The Clarets, deutsch Die Weinroten) trägt hier seine Heimspiele aus. Es bietet aktuell auf den vier Rängen 22.546 überdachte Sitzplätze.

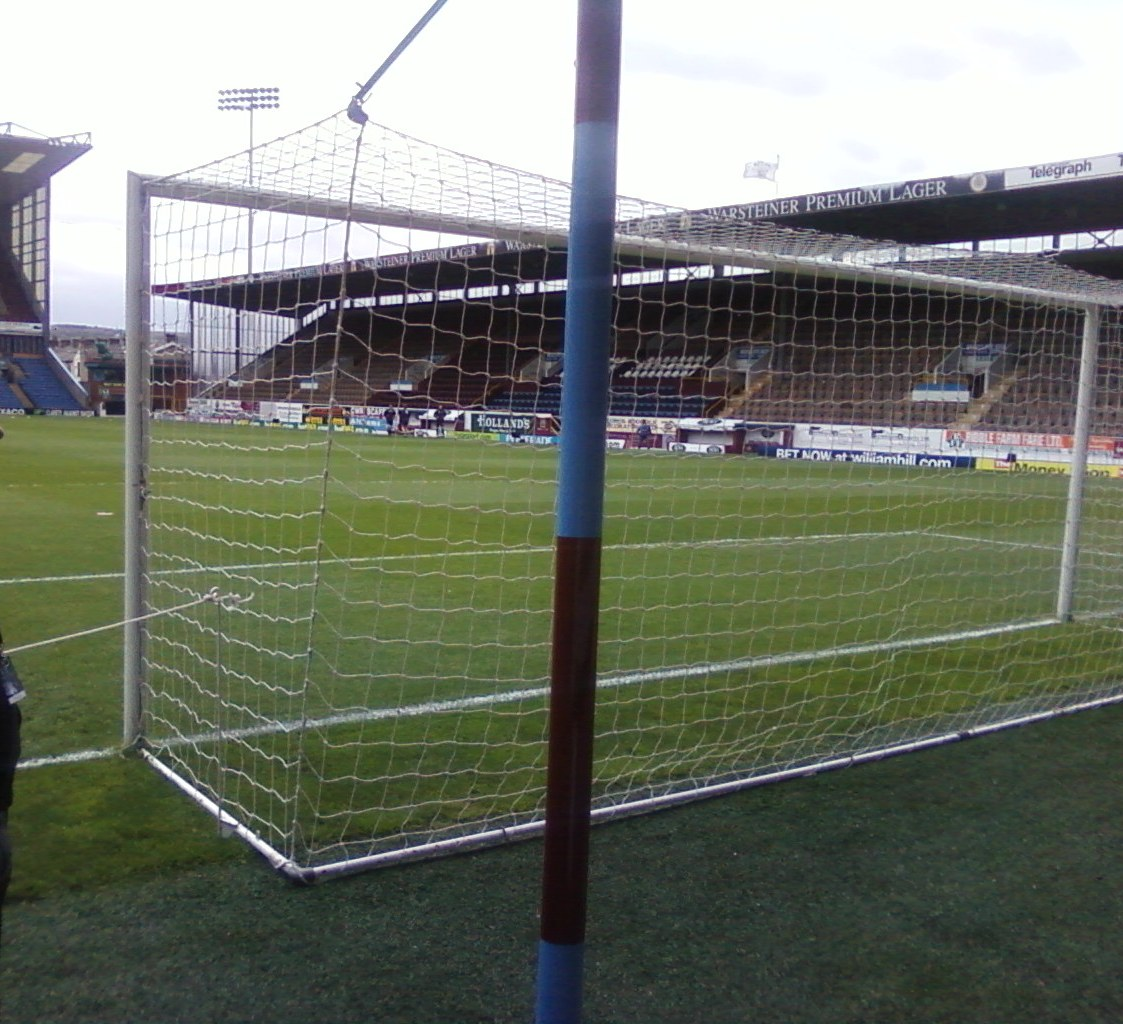
Die Gegengerade Bob Lord Stand vom David Fishwick Stand aus fotografiert

## Geschichte

### Die Anfänge
Turf Moor wird seit 1833 als Sportstätte genutzt. Der Burnley Cricket Club trug hier seine Spiele aus. Ab 1840 diente das Gelände auch als Pferderennbahn. Nach der Gründung der Burnley Rovers FC 1882 legte der Verein im darauf folgenden Jahr den Namen Rovers ab; zog nach Einladung des Cricketclubs von der alten Spielstätte Calder Vale um und bestritt im Februar des Jahres sein erstes Spiel im Turf Moor. Der FC Burnley und der Burnley Cricket Club sind bis heute Nachbarn geblieben und kooperieren miteinander.

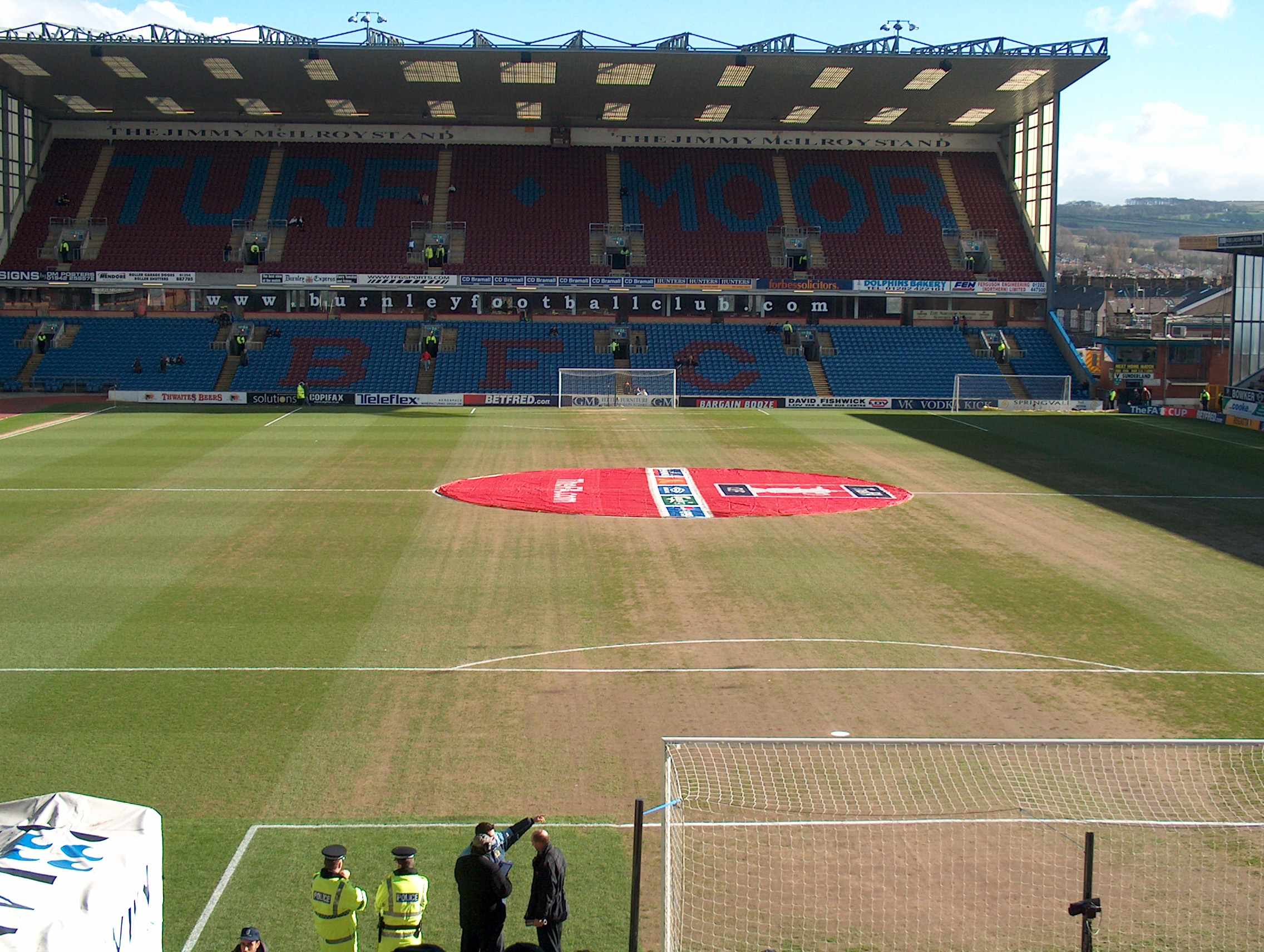
Der Jimmy McIlroy Stand

Die erste Haupttribüne aus Holz wurde im September 1884 errichtet und bot 800 Plätze. Mit den Naturtribünen fasste es rund 2.000 Zuschauer. Des Weiteren wurden zwei Stehplatzränge an den Hintertorseiten mit 5.000 Plätzen erbaut. Die Entscheidung zum Bau kam, nachdem im März 1884 zum Lokalderby gegen den FC Padiham (2:4) 12.000 Zuschauer kamen. Dies waren drei Mal so viele Zuschauer wie zum Finale des FA Cup des Jahres kamen. Im Oktober 1886 besuchte erstmals ein Mitglied der britischen Königsfamilie, Prinz Albert Victor, mit dem Turf ein englisches Fußballstadion. Prinz Albert Victor verließ schon zur Halbzeit das Stadion und Burnley unterlag den Bolton Wanderers mit 3:4. Das erste Spiel der Football League im Stadion gewann am 6. Oktober 1888 der FC Burnley gegen die Bolton Wanderers mit 4:1. Nach der Auflösung des Burnley Union Star FC 1891 kaufte der FC Burnley die Haupttribüne deren Spielstätte und platzierte den Star Stand an der Nordseite des Stadions. Im März des Jahres empfing der FC Burnley den FC Nelson zum ersten Flutlicht-Spiel im Turf Moor; mit 16 Kreosot-Lampen wurde das Spielfeld ausgeleuchtet. Die Begegnung endete vor 3.000 Zuschauern mit 4:2 für die Gastgeber.

### Erste Erfolge
Im Jahr 1898 wurde der alte Star Stand durch einen größeren Zuschauerrang ersetzt. Fünf Jahre später wurde eine zweite Tribüne errichtet; in denen u. a. die Vereinsbüros untergebracht wurden und im September des Jahres die erste Hauptversammlung des Clubs zu beherbergen. Zu dem FA-Cup-Spiel der 4. Runde am 10. März 1909 gegen Manchester United (2:3) wurde der Star Stand mit Drehkreuzanlagen und Wellenbrechern für 600 £ ausgebaut. 1911 entstand der Brunshaw Road Stand (heute Bob Lord Stand); der damals 5.000 £ kostete. Er bot 5.500 Besuchern Platz; darunter waren 2.200 Sitzplätze. Dies erhöhte die Stadionkapazität auf knapp 41.000 Zuschauer. Im Jahr 1913 wurde der Star Stand nach nur 15 Jahren abgerissen und neu errichtet sowie der Brunshaw Road Stand auf die ganze Länge des Platzes erweitert. Darüber hinaus erhielt im darauf folgenden Jahr der Cricket Field Stand ein Dach. Mit den Erweiterungen bot das Stadion nun rund 50.000 Plätze; die regelmäßig gefüllt waren. Dies waren mehr Menschen als Burnley damals Einwohner hatte. 1914 ebneten vier Heimsiege im Turf gegen den FC South Shields, Derby County, die Bolton Wanderers und dem AFC Sunderland den Weg ins Halbfinale des FA Cups gegen Sheffield United und darüber hinaus ins Endspiel im Crystal Palace gegen den FC Liverpool. Der FC Burnley feierte am 25. April 1914 mit einem 1:0 seinen bis dato einzigen Finalsieg im FA Cup. 
Im Jahr 1921 konnte der FC Burnley seine erste englische Meisterschaft feiern. Am letzten Spieltag der Football League First Division 1920/21 trennte man sich am 7. Mai 1921 vor eigenem Publikum vom AFC Sunderland mit 2:2 Toren. Ein Jahr später machte ein Halbfinale des FA Cup, die wie das Finale auf neutralem Platz ausgetragen werden, das erste und einzige Mal Station im Turf Moor. Die 46.000 Zuschauer sahen einen 3:1-Sieg des späteren Cupsiegers Huddersfield Town gegen Notts County. Da das Spielfeld zu kurz für das Halbfinale war, musste es um 4 Yards auf 115 Yards verlängert werden. Zum nächsten Spiel wurde der alte Zustand wieder hergestellt. Zwei Jahre später kamen zu der FA-Cup-Partie der 3. Runde zwischen dem FC Burnley und Huddersfield Town am 23. Februar 1924 die Rekordzahl von 54.755 Zuschauern in das Stadion. Das bisher einzige Länderspiel der englischen Fußballnationalmannschaft in der Stadiongeschichte wurde am 28. November 1927 gegen Wales ausgetragen. Die Gastgeber verloren das Spiel der British Home Championship mit 1:2 Toren. Zum Ende der 1930er Jahre plante man weitere Baumaßnahmen, die aber durch den Zweiten Weltkrieg hinfällig wurden.

### Nach dem Zweiten Weltkrieg
Die Entwicklung des Stadions setzte sich 1954 fort, als die Tribüne Longside unter Mithilfe von Jugendspielern des FC Burnley fertiggestellt wurde. Die Baukosten beliefen sich für den überdachten Stehplatzrang auf 20.000 £. Drei Jahre später erhielt die Anlage ihre erste fest installierte Flutlichtanlage; die bei dem Spiel gegen den Lokalrivalen Blackburn Rovers am 6. Dezember 1957 eingeweiht wurde. Bis in die Mitte der 1970er Jahre wurde sie genutzt und durch eine neue Anlage ersetzt. Nach dem Gewinn der zweiten englischen Meisterschaft der Football League First Division 1960 feierte man am 16. November des Jahres das erste Europapokal-Spiel im Turf Moor. Der FC Burnley empfing den französischen Vertreter Stade Reims: das Spiel endete mit einem 2:0-Sieg der Hausherren. Nach einem 2:3 im Rückspiel traf der Verein im Viertelfinale auf den Hamburger SV. Trotz eines am 18. Januar 1961 erzielten 3:1-Heimsieges schied die Mannschaft durch ein 1:4 am 15. März in Hamburg aus.
1969 wurde der Neubau der Tribüne Cricket Field End (heute: David Fishwick Stand) durch den Lord Lieutenant von Lancashire nach zwei Jahren Bauzeit offiziell eingeweiht. Der für 180.000 £ errichtete Neubau beherbergte die Umkleidekabinen direkt hinter dem Tor sowie einen Spielertunnel. Der ehemals moderne Rang besaß als erstes Stadion in England eine Sitzheizung für die Zuschauer. Sie bestand aus einer Ölheizung, die über lange Rohrleitungen die warme Luft zu den einzelnen Plätzen leitete. Wegen hoher Kosten wurde dies aber nach zwei Jahren beendet. Die Erneuerung des Stadions ging weiter mit dem Neubau des Ranges Bob Lord Stand mit über 2.500 Plätzen. Der 450.000 £ teure Bau wurde 1974 von Ex-Premierminister Edward Heath eröffnet. Des Weiteren wurde in dem Jahr eine Drainageanlage und eine Rasenheizung unter dem Spielfeld installiert.
Von Mitte der 1970er bis zur Mitte der 1980er Jahre führte der Weg des FC Burnley von der Football League First Division bis runter in die Football League Fourth Division und so tat sich zu dieser Zeit wenig in der Spielstätte der Clarets. Am 13. Mai 1983 fand das Spiel der U-18-Fußball-Europameisterschaft zwischen der Tschechoslowakei und der Bundesrepublik Deutschland im Turf Moor statt. Die deutsche Mannschaft wurde von den Tschechoslowaken mit 3:1 bezwungen.

### Von den 1990er Jahren bis heute
Der Verein erholte sich langsam und spielte in der Saison 1994/95 wieder in der Football League First Division. Im Dezember 1994 fiel die Entscheidung die Haupttribüne sowie eine Hintertortribüne abzureißen und durch zwei doppelstöckige Sitzplatztribünen, nach den Vorgaben des Taylor Reports, zu ersetzen. Nachdem im Juli 1995 die Verträge mit dem Bauunternehmen Linpave Building unterzeichnet wurden; fand am 16. September das letzte Spiel vor dem alten Hauptrang gegen Hull City (2:1) statt. Am 23. April 1996 wurde die neue Haupttribüne namens James Hargreaves Stand bei dem Spiel gegen die Bristol Rovers eingeweiht. Einen Tag später begannen die Abbrucharbeiten am Ostrang; im September 1996 wurde der Zuschauerrang Jimmy McIlroy Stand fertiggestellt. Die Tribüne wurde nach dem ehemaligen Spieler des FC Burnley, Jimmy McIlroy, benannt und erstmals bei einem Spiel gegen den FC Blackpool für das Publikum freigegeben. Die Kosten der beiden Neubauten beliefen sich auf 5,3 Millionen £. Für Rollstuhlfahrer sind insgesamt 42 Plätze vorhanden; davon 22 für Heim- und 20 für Auswärtsfans.
Am 4. September 2003 gab die englische Fußballnationalmannschaft der Frauen ihr Debüt im Stadion von Burnley. Die Engländerinnen siegten gegen Australien in einem Freundschaftsspiel mit 1:0. Zur Saison 2010/11 wurde im Stadion ein neuer Rasen aus einer Mischung von Natur- und Kunstrasenfasern verlegt. In den Naturrasen wurden rund 20 Millionen der künstlichen Fasern 20 Zentimeter tief in den Boden eingesetzt. Mit der Zeit verflechten sie sich zu einer widerstandsfähigen Spielfläche. Mit dem neuen Rasen wurde auch ein neues Bewässerungssystem sowie eine Rasenheizung für insgesamt 750.000 £ installiert.

## Zukunft
Im Juli 2007 stellte der FC Burnley den Plan für eine weitere Renovierung des Stadions für 20 Millionen £ vor. Die Planungen sehen einen Neubau des David Fishwick Stand mit 2.500 Plätzen für 10 Millionen £ vor. Darin integriert ist ein Hotel, ein Restaurant, ein Geschäftszentrum und ein Cricket-Pavillon für den Burnley Cricket Club. Über dies soll der Bob Lord Stand für 3,75 Millionen £ mit VIP-Logen, einem Kino, Restaurants und Vereinsbüros modernisiert werden. Zwischen dem James Hargreaves Stand und Jimmy McIlroy Stand sollen neue Umkleidekabinen und Logen entstehen. Neue Ladengeschäfte sowie Club-Bar und Restaurant für die Heimfans stehen auf dem Plan. Auf dem Trainingsgelände von Gawthorpe Hall soll eine Fußball-Schule für Nachwuchsspieler entstehen. Das gesamte Vorhaben ist in 6 Phasen unterteilt und soll in 3 Jahren Bauzeit umgesetzt werden.
Im April 2008 genehmigte der Stadtrat von Burnley einstimmig die Umbaupläne des Turf Moor. Im Oktober 2008 musste der Verein die Baupläne wegen der weltweiten Finanzkrise vorerst stoppen und auf einen späteren Zeitpunkt verschieben. Der Aufstieg in die Premier League 2009/10 mit dem Abstieg nach einer Saison hinterließ einen Rekordverlust von 11,7 Millionen £ in der Kasse des Vereins. Sobald sich die finanzielle Lage für den Verein gebessert hat, soll das Bauprojekt wieder aufgenommen werden.

## Tribünen
- James Hargreaves Stand – 8.154 Plätze[2]
  - Die 1996 neuerrichtete Haupttribüne an der Nordseite ist mit Unter- und Oberrang doppelstöckig ausgelegt. Auf ihr befinden sich u. a. 32 V.I.P.-Logen mit je 10 Plätzen und eigenem Balkon sowie Konferenz- und Veranstaltungsräume.[16] Der Neubau ersetzte den beliebten Longside Stand.

- Bob Lord Stand – 3.987 Plätze
  - Die Gegentribüne im Süden ist die flachste der vier Ränge und wurde nach dem früheren Vereinsvorsitzenden Bob Lord benannt, der den Club von 1955 bis 1981 führte.[17] Der Bau wurde 1974 teilweise durch den Verkauf des Spielmachers Martin Dobson zum FC Everton finanziert.[18]

- Jimmy McIlroy Stand – 6.280 Plätze
  - Die ebenfalls 1996 errichtete Osttribüne trägt den Namen des früheren Burnley-Stars Jimmy McIlroy und ersetzte den Bee Hole End. McIlroy bestritt zwischen 1950 und 1962 insgesamt 439 Spiele und erzielte dabei 116 Tore für Burnley.[19] Die Tribüne ist optisch identisch mit dem Hauptrang und enthält ebenso moderne Logen und Gastronomiebereiche. Auf dem Oberrang befindet sich mit dem Family Stand der Bereich für Familien.[18]

- David Fishwick Stand – 4.125 Plätze
  - Die 1969 eingeweihte Hintertortribüne Cricket Field End im Westen trägt seit 2004 den Sponsorennamen David Fishwick Stand nach einem Autohändler für Minibusse und rollstuhlgerechte Kleinbusse.[20] Auf ihr finden die Gästefans rund 2.100 Plätze.

## Besucherrekord und Zuschauerschnitt
Die höchste Zuschauerzahl fand sich am 23. Februar 1924 im Turf Moor ein. Das Spiel der 3. Runde im FA Cup 1923/24 zwischen dem FC Burnley und Huddersfield Town lockte 54.775 Fans in das Stadion. Der Zuschauerrekord in Zeiten moderner Sitzplatzstadien wurde am 4. März 2000 beim Spitzenspiel der Football League Second Division 1999/2000 zwischen dem FC Burnley und Preston North End mit 22.310 Besuchern aufgestellt.
- 2014/15: 19.131 (Premier League)
- 2015/16: 16.709 (Football League Championship)
- 2016/17: 20.558 (Premier League)